# Fox McCloud
Pour les articles homonymes, voir Fox.
Fox McCloud (フォックス・マクラウド, Fokkusu Makuraudo) est un personnage de jeu vidéo originaire de la série de jeux vidéo Star Fox de Nintendo. Il a été créé par Shigeru Miyamoto et conçu par Takaya Imamura en 1993, lors du développement de Star Wing. 
Il s’agit d’un renard anthropomorphique, personnage principal de la série. Il est le meneur de l’unité de mercenaires d'élite Star Fox.
Fox McCloud est devenu particulièrement populaire, et fait partie de la mythologie Nintendo. Il est apparu dans les cinq jeux de la série Star Fox, mais également dans les cinq épisodes de la série Super Smash Bros..

## Concept et création

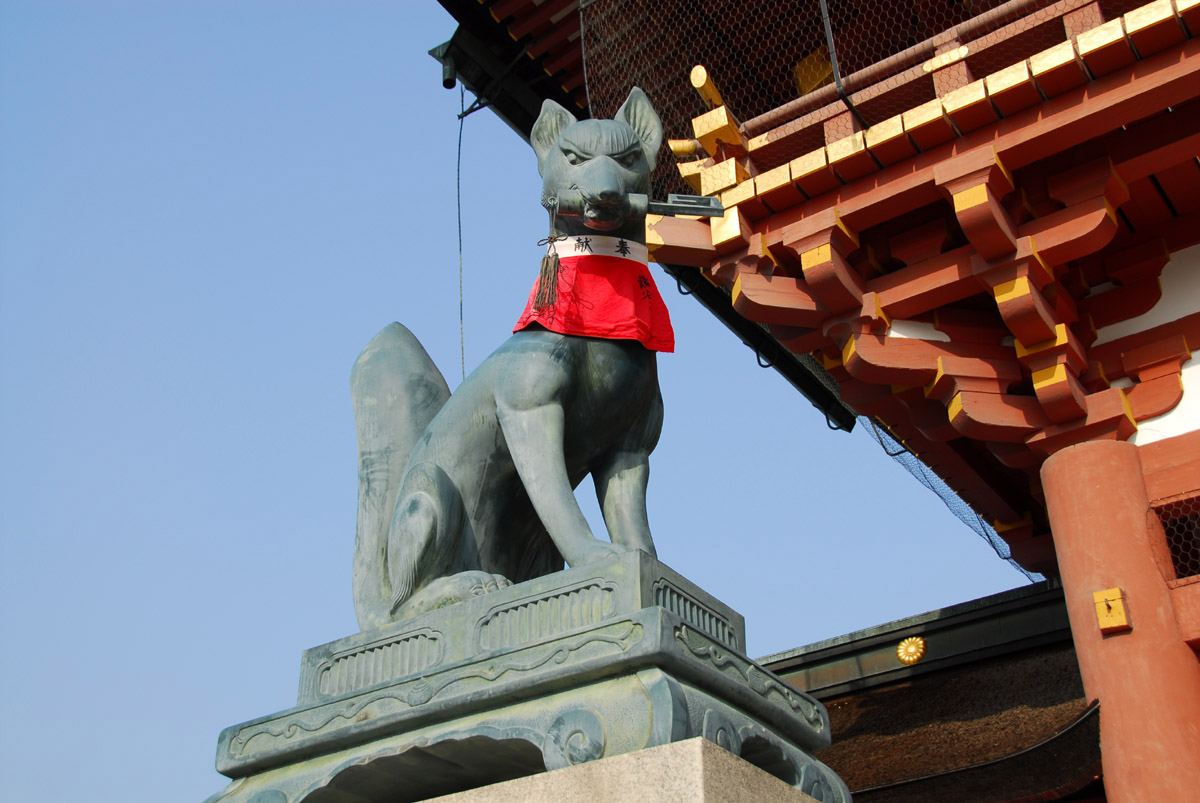
Le design du personnage est inspiré d’une statue d’Inari présente dans le Fushimi Inari-taisha.

En 1993, Argonaut Software et Nintendo collaborent pour développer un shoot them up proposant des graphismes en trois dimensions.
Vers la moitié du développement, Shigeru Miyamoto s’attelle au scénario et au design des personnages. Il esquisse l’univers fictif du jeu, et avance plusieurs noms, Star Wolf, Star Wing, Star Gunner, Star Fox, Star Sheep, Star Sparrow, Star Hawk et Lylat Wars. Il hésite cependant sur le design du héros. Il est inspiré par les statues présentes dans le Fushimi Inari-taisha représentant Inari, le dieu shintō des céréales à apparence de renard, capable de voler. Les nombreuses torii présentes dans le temple lui donnent l’idée d’un renard qui pourrait voler au travers d’arches ,,.
Miyamoto crée les personnages du jeu en optant pour un style graphique kemono. Ceux-ci représentent les développeurs japonais du projet, Fox correspondant à Shigeru Miyamoto. Le nom du personnage, Fox McCloud, a été inventé par Dylan Cuthbert, le programmeur en chef du jeu ,,.
Fox est un renard roux aux yeux verts. Il a une veste blanche et un pantalon vert. Il porte une écharpe rouge et des bottes noires et rouges. Sa fourrure est brun orangé et au blanc, les cheveux courts sur la tête. Il a aussi une queue touffue, ce qui est très court dans Lylat Wars / Star Fox 64 et Star Fox Command, ce qui pourrait indiquer qu’il aurait pu être coupé à une certaine heure (d'un ennemi comme trophée ou pour ameliorer ses capacités de combat aérien). Fox est de taille moyenne et relativement léger, comme en témoignent ses caractéristiques dans les jeux Smash Bros.

## Apparitions

### Star Wing
Fox McCloud fait son apparition dans Star Wing en 1993. Son père a disparu en tentant de mettre fin aux agissements du terrible Andross, et Fox a décidé de reprendre le flambeau de son père.  Avec ses camarades Falco Lombardi, Slippy Toad et Peppy Hare, il lutte contre les forces d'Andross. En arrivant à Venom, planète d'Andross, Fox décide de se battre seul contre Andross. Andross est vaincu et Fox retourne en vainqueur sur Corneria.

### Lylat Wars
Lylat Wars est essentiellement un remake de Star Wing, reprenant son scénario en le révisant . 
Le père de Fox, James McCloud,  a été trahi par un de ses camarades de Star Fox, Pigma Dengar. Peppy parvient à retourner sur Corneria et à faire partie de la nouvelle équipe Star Fox (Fox, Falco, Slippy et Peppy). Cette fois-ci, Andross engage une autre équipe de mercenaires nommée "Star Wolf". Cette équipe essaye d'arrêter Star Fox, sans succès.

### Star Fox Adventures
L'histoire de Star Fox Adventures se déroule huit ans après les évènements de Lylat Wars. L'équipe Star Fox connait quelques difficultés, et Falco a quitté l'équipe. Peppy a également cessé de piloter, et Slippy préfère se consacrer uniquement à la mécanique. Fox est ainsi seul à agir sur le terrain. La plupart du jeu se passe sur Dinosaur Planet, où Fox rencontre l'amour avec une renarde bleue nommée Krystal.
Cependant, lors du combat final contre Andross, Falco aide Fox à le combattre, et semble réintégrer l'équipe. Dans ce jeu, il utilise ses talents de combat rapproché très rapide et précis.

### Star Fox: Assault
Dans Star Fox: Assault, l'équipe Star Fox est de nouveau au complet. L'équipe est composée de : Fox, Falco, Krystal et Slippy. Peppy pilote quant à lui le Great Fox, entièrement rénové, avec l'aide de ROB. Face à eux les Aparoïdes, sorte de monstres capable de contrôler machines et êtres vivants (comme le Général Pepper et Pigma). Fox est toujours en première ligne dans les phases d'action, que ce soit dans les airs (avec l'Arwing) ou sur terre (à pied ou avec le Landmaster).
Fox éprouve de plus en plus de mal à cacher ses sentiments pour Krystal, ce qui représente pour lui une très grande source d'inquiétude. Il n'aime ainsi pas voir Krystal agir sur le terrain, d'abord par timidité, puis par peur qu'elle coure un grave danger.

### Star Fox Command
L'histoire de Star Fox Command se déroule deux à trois ans après celle de Star Fox: Assault. Fox doit gérer une équipe Star Fox réduite au strict minimum. Il reste ainsi le seul membre de l'équipe, accompagné uniquement du fidèle ROB 64, et a laissé partir Slippy et Falco.
Fox et Krystal vivent une relation tumultueuse. Refusant de faire prendre des risques à celle qu'il aime, il préfère la renvoyer de l'équipe Star Fox, ce qu'elle aura beaucoup de mal à lui pardonner.
Ainsi, alors que la menace des Anglars apparaît, Fox se lance seul dans l'aventure.
Durant le jeu, Fox va s'efforcer de reconstituer son équipe, mais selon la route suivie, son opération ne sera pas forcément couronnée de succès ou bien peut aboutir aux retrouvailles entre Fox et Krystal qui auront alors un fils, Marcus.

## SérieSuper Smash Bros.
En raison de sa grande popularité, Fox McCloud a été intégré dans les jeux de la série Super Smash Bros., des jeux de combat crossover mettant en scène de nombreux personnages de l'univers Nintendo.
Il fait sa première apparition dans Super Smash Bros. en 1999. Sa principale qualité est la vitesse de ses mouvements et la rapidité de ses attaques.Il figure également dans Super Smash Bros. Melee, ainsi que son coéquipier Falco Lombardi. Fox a pour atout sa vitesse et sa rapidité, et des attaques puissantes et les combos de plusieurs coups.
Il fait une nouvelle fois partie des personnages disponibles d'entrée de jeu dans le troisième opus, Super Smash Bros. Brawl. Wolf O'Donnell son ennemi juré, est également présent, ainsi que Falco.
Fox est également jouable dans Super Smash Bros. for Nintendo 3DS / for Wii U, toujours avec Falco, mais Wolf n'est plus jouable.
Le chef de la StarFox refait son apparition dans Super Smash Bros. Ultimate, ainsi que Falco Lombardi, et le retour de Wolf O'Donnell, ainsi que Krystal en tant que Trophée Aide.

## Starlink: Battle for Atlas
Fox McCloud ainsi que le reste de StarFox fait leur apparition dans le jeu Starlink: Battle for Atlas, nouvelle licence de chez Ubisoft, sur sa version Switch dans un pack de démarrage avec la figurine de FoxMcCloud, ainsi que l'Arwing disponible.